# Gli schiavi più forti del mondo
Gli schiavi più forti del mondo è un film italiano del 1964 diretto da Michele Lupo.

## Trama
Il tribuno Marco, si reca a Roma a causa della sua simpatia per i cristiani, facendo carico di un progetto di acquedotto ai margini caldi e aridi dell'impero. Il centurione Gaio, crudele e spietato, teme di essere sostituito da Marco e così progetta di farlo fuori.